# Volunteered geographic information

OpenStreetMapper erfasst einen Wanderweg

Volunteered Geographic Information (englisch; abgekürzt VGI; übersetzt „freiwillig erhobene geographische Information“) bezeichnen die Gesamtheit der raumbezogenen Informationen, die von Laien freiwillig erhoben, organisiert und anschließend für die Öffentlichkeit bereitgestellt werden, so dass andere diese Daten nutzen und weiterverarbeiten können. Hinter VGI steckt dabei immer das gezielte Aufnehmen und Teilen von Daten, wie z. B. im Rahmen einer Vogelzählung oder beim Eintragen eines Radwegs auf OpenStreetMap. Davon abzugrenzen sind die sogenannten Non-Volunteered Geographic Information, bei denen Nutzer ohne ihr Wissen oder als passive Akteure Daten zur Verfügung stellen, wie es beim Tracking von Smartphones der Fall ist. VGI-Anwendungen finden zum großen Teil im interaktiven Web 2.0 statt und verzeichnen seit Mitte der 2000er Jahre einen starken Zuwachs.

## Entstehungsgeschichte
Die Bezeichnung Volunteered Geographic Information geht auf den amerikanischen Geographen Michael Goodchild zurück, der diese erstmals 2007 in einem Artikel verwendete. Mittlerweile hat sich der Begriff für die Beschreibung des Phänomens durchgesetzt. VGI konnte sich außerdem als interdisziplinäres Forschungsfeld etablieren, das unter anderem die Geographie und weitere Sozialwissenschaften umfasst.
VGI gelten vorrangig als Erscheinung des 21. Jahrhunderts, dennoch gibt es bereits seit mehreren Jahrzehnten Projekte mit VGI-Charakter. Der Christmas Bird Count der amerikanischen Audubon Society reicht bis ins Jahr 1900 zurück. Hierbei erstellen Freiwillige zu einer festgelegten Zeit und in einem bestimmten Gebiet eine Liste der beobachteten Vögel. In Großbritannien wurde bei der Aufnahme der Landnutzung in den 1930/40er Jahren auch auf die Hilfe von Schulklassen zurückgegriffen, die Umfragen durchführten.
Größtenteils waren die Aufnahme von Geodaten sowie die kartographische Arbeit an sich in der Neuzeit dem Staat oder Vermessungsagenturen vorbehalten. Das liegt insbesondere daran, dass das Erstellen von Karten ein komplexer Prozess ist und vielfältige Ressourcen erfordert: Zum einen wird dafür die Expertise eines entsprechend ausgebildeten Kartographen benötigt. Zum anderen ist die Informationsgewinnung per Fernerkundung ebenso wie die anschließende Aufbereitung sehr kostspielig. Deshalb wurde v. a. das kartiert, was lange gültig blieb und möglichst viele Interessenten fand. Geographische Informationen und Karten waren daher oft so allgemein wie möglich gehalten, um vielseitig einsetzbar zu sein. Dieser ressourcenaufwändige Prozess veranlasst staatliche Stellen immer mehr dazu, ihre kartographischen Tätigkeiten einzuschränken. Dem gegenüber steht der stetig wachsende Bedarf an Geodaten aller Art, sei es in Form einer Straßenkarte oder als Informationen über Sehenswürdigkeiten in der Umgebung. Vor diesem Hintergrund und in Kombination mit den verbesserten technischen Möglichkeiten entwickelte sich die VGI-Bewegung.
Auf staatlicher Ebene lässt sich seit Mitte der 1990er Jahre eine stärkere Einbindung von Bürgern bei der Aufnahme von geographischen Daten beobachten. Beispielhaft dafür steht die 1994 in den USA eingeführte „National Spatial Data Infrastructure“. Hierbei werden Kartierarbeiten von staatlichen Vermessungsämtern an Freiwillige übertragen, die anhand genauer Richtlinien Daten aufnehmen. Dieses Projekt gilt als Vorläufer der heutigen VGI-Projekte. Dennoch sollte es noch etwa ein Jahrzehnt dauern, bis die Bewegung zu einem Massenphänomen wurde. Ausschlaggebend dafür sind v. a. die benutzerfreundlichen Technologien, die heutzutage für viele Menschen verfügbar sind.

## Technische Voraussetzungen
Als Basis für VGI gilt das Web 2.0. Der Internetnutzer ist nicht mehr der passive Empfänger von Informationen, sondern kann selber Inhalte gestalten und verbreiten. Die Anwendungen sind oftmals unkompliziert zu bedienen und werden von einer breiten Masse genutzt. Die hochgeladenen Daten werden dabei als User-Generated Content (UGC) bezeichnet. VGI bilden davon eine Unterkategorie mit Spezialisierung auf diejenigen Informationen, die sich mit geographischen Sachverhalten aller Art befassen. Michael Goodchild bezeichnet VGI als Produkt des Web 2.0 und den vielfältigen Möglichkeiten der Interaktion, die es bietet.
Des Weiteren hat sich auch der Prozess der Georeferenzierung stetig vereinfacht, da GPS mittlerweile nicht nur als eigenständiges Empfangsgerät, sondern auch in vielen Smartphones und Kameras verfügbar ist. Wo früher noch aufwändige Apparate benötigt wurden, kann man heute Koordinaten mithilfe dieser Technik unkompliziert, schnell und mit guter Genauigkeit erfassen. Alternativ können sie auch aus Anwendungen im Netz wie bspw. aus Karten abgerufen werden. Ebenso hat die steigende Verfügbarkeit von Breitband-Internet zur Verbreitung von VGI beigetragen.

## Potentiale
Freiwillige sind Experten für lokale Sachverhalte. Sie besitzen ein tiefergehendes Wissen über ihr Umfeld und sind gut über das aktuelle Geschehen vor Ort informiert. Im übertragenen Sinn funktioniert der Mensch als Sensor, der mit seinen Sinnen seine Umwelt erfasst, interpretiert und wiedergibt. Freiwillige können somit besonders gut „unsichtbare“ Informationen wie z. B. informelle Ortsbezeichnungen als VGI beisteuern. Aber auch Wetterdaten, Informationen über Kriminalität, Freizeitaktivitäten oder Verkehrsdaten eignen sich für die Aufnahme durch Freiwillige.
VGI eignen sich weiterhin für all diejenigen Gegebenheiten, die sehr kurzfristig oder nur für einen kurzen Zeitraum in Erscheinung treten. Ein Netzwerk von Freiwilligen bietet die Möglichkeit, flexibel auf entsprechende Ereignisse zu reagieren und eine schnelle Datenaufnahme durchzuführen. In New Jersey kartieren bspw. Teilnehmer eines VGI-Projekts Tümpel, die nur wenige Wochen im Jahr auftreten. Auf Grundlage der so entstandenen Datenbank kann das Umweltamt entscheiden, ob die entsprechenden Gegenden unter besonderen Schutz gestellt werden sollen. Eine rasche Aufnahme und Verbreitung von Informationen ist des Weiteren besonders in Katastrophenfällen und beim Erstellen von Krisenkarten relevant.
Je nach Expertise und Erfahrung des Freiwilligen lassen sich auch speziellere Daten erfassen. So mussten sich z. B. Bauern lange Zeit auf die Bodenkarten des Staates verlassen, die nur sehr allgemein gehalten waren und keine detaillierten Informationen über die Anbaugebiete enthielten. Mithilfe neuer Messtechniken ist es den Bauern heutzutage möglich, Parameter wie den pH-Wert oder die Bodenfeuchte zu bestimmen, die für den Pflanzenanbau relevant sind. Mit diesen Daten können sie somit eine genauere Bodenkarte erstellen, die gezielt auf ihre Bedürfnisse zugeschnitten ist.
In welchem Umfang VGI auch auf staatlicher Ebene eingesetzt werden können, bleibt abzuwarten. In einigen Bereichen bietet sich der Einsatz von Freiwilligen durchaus an, z. B. wenn Verkehrswege kartiert oder besondere topographische Sachverhalte erfasst werden sollen. Es ist zudem denkbar, dass Freiwillige in Zukunft aufgrund verbesserter Technik auch bei der Höhenmessung verlässliche Daten beisteuern können. Sie können außerdem dabei behilflich sein, bestehende Daten auf dem neuesten Stand zu halten. Andere Themenfelder wie z. B. die Geodäsie oder Orthofotos dagegen erfordern aber immer noch eine Ausbildung und/oder eine besondere Ausrüstung und dürften deswegen weiterhin Aufgabe des Staates bleiben. Gleiches gilt für Katasterkarten.

## Differenzierung
In der Forschungsliteratur hat sich mittlerweile der Konsens gebildet, dass VGI nur diejenigen Daten bezeichnen, die gezielt von Freiwilligen mit der Absicht gesammelt wurden, sie zu teilen. Die Sammlung der Daten erfolgt partizipativ. Somit ist eine Unterscheidung zu denjenigen Daten nötig, die von Nutzern passiv zusammengetragen und bereitgestellt werden, ohne dass ihnen dies zwangsläufig bewusst ist. Neben Non-Volunteered Geographic Information wird diese Art der Datenaufnahme auch als „opportunistisch“ bezeichnet. Eine weiterentwickelte Kategorie von VGI bilden die Daten aus Sozialen Medien, für die der Begriff Ambient Geospatial Information steht.

### Non-Volunteered Geographic Information
Der Begriff Non-Volunteered Geographic Information wird für diejenigen Informationen verwendet, die unfreiwillig oder unbewusst erfasst und gesammelt werden. Dies kann durch Geräte geschehen, die die Betroffenen selber aktiv nutzen, aber auch durch ortsgebundene Sensoren wie Überwachungskameras. So wurde 2010 bekannt, dass das iPhone Daten des Besitzers sammelt und unverschlüsselt ablegt. Gespeichert werden Standortdaten ebenso wie die entsprechenden Uhrzeiten. Ähnlich sollen auch andere Betriebssysteme wie Android oder Windows vorgehen.
In eine ähnliche Richtung geht der Begriff Contributed Geographic Information(CGI). Er hebt ebenfalls hervor, dass Daten nur passiv beigesteuert werden, Kontrollmöglichkeiten oder Zugriff auf sie besteht in den meisten Fällen nicht. Häufig funktionieren CGI über sogenannte „opt-out“-Regelungen. Das heißt, Nutzer müssen die Nutzungsbedingungen eines Dienstes uneingeschränkt annehmen, um ihn anwenden zu können. Der Google Map Maker wird somit erst freigeschaltet, wenn man zustimmt, dass Google die Rechte an den erstellten Karten erhält und sie z. B. weiterverbreiten kann. Bei der Sammlung von Verkehrsdaten für seinen Dienst Google Maps setzt Google ein „opt-in“- Modell ein: Hier muss der Nutzer eines Android-Betriebssystems sowohl die GPS-Funktion als auch der Standortzugriff unter der App Google Maps selber aktivieren. Erst dann werden seine Daten automatisch zur Erfassung des Verkehrs genutzt. Eine Staumeldung bedeutet demnach, dass sich Android-Smartphones im Moment auf der Autobahn nicht weiterbewegen.

### Daten aus Sozialen Medien
Auch Beiträge in Sozialen Medien enthalten oftmals einen geographischen Bezug. Der Unterschied zu VGI besteht darin, dass hier keine bestimmte Absicht hinter dem Teilen von raumbezogenen Daten steht, wie z. B. die Eintragung in eine Datenbank und die anschließende Weiterverarbeitung. Der enthaltene „geographische Fußabdruck“ ist ein Nebeneffekt. Da man auf diese Weise Informationen über die eigene Umgebung mitteilt, werden sie als Ambient Geospatial Information (AGI) bezeichnet.
Diese Art von Informationen kann dazu dienen, besondere gesellschaftliche Ereignisse und Entwicklungen schon früh zu entdecken, zu lokalisieren und zu begleiten. Neben Tweets zählen Videos auf YouTube sowie Bilder auf Flickr zu AGI, wenn sie mit einer Ortsangabe versehen sind. Auch aus Apps wie Foursquare lassen sich geographische Informationen herauslesen. Das Wall Street Journal wertete Foursquare-Daten aus New York und San Francisco aus, die im Zeitraum von einer Woche gesammelt wurden. Dabei bildeten sich Orte mit einer erhöhten Aktivität dort heraus, wo sich besonders viele Nutzer in die App einloggten, wie z. B. in Restaurants oder Bahnhöfen.
Beiträge aus sozialen Medien fallen allerdings nicht automatisch unter die Kategorie AGI. Sobald jemand bewusst raumbezogene Daten mit der Intention teilt, dass diese auch später von anderen genutzt werden können, wird von VGI gesprochen. Dies ist z. B. bei einer Schneekarte des Vereinigten Königreichs der Fall. Sie arbeitet mit Tweets, die neben einem Hashtag auch genaue Angaben zur Lage in Form der Postleitzahl beinhalten müssen. Für diese Informationen ist der Begriff VGI passender.
Im Zusammenhang mit AGI können geteilte Informationen über den Aufenthaltsort leicht missbraucht werden. Die Anwendung Please Rob Me macht darauf aufmerksam, wie leicht herauszufinden ist, ob jemand nicht zuhause und folglich potentielles Einbruchsopfer ist. Dazu kombiniert sie frei verfügbare AGI aus Twitter und Foursquare.

## Anwendungsbeispiele

### Nicht-kommerzielle und Open-Source-Projekte
VGI bilden die Basis zahlreicher Open-Source-Projekte. Zu dieser Kategorie gehört neben OpenStreetMap auch Wikimapia. Letzteres funktioniert als interaktive Karte, auf der Nutzer Informationen zu geographischen Objekten eintragen können. Ziel ist es, so viele Orte wie möglich zu erfassen und so ein umfangreiches Ortsverzeichnis zu erstellen. Ein weiteres Beispiel ist die Plattform mundraub.org, wo Standorte frei zugänglicher Obstbäumen gesammelt werden, die abgeerntet werden dürfen.

### Kommerzielle Anbieter
Auf kommerzieller Seite zählen Anwendungen von Google zu den prominentesten Beispielen, die die Verarbeitung von VGI unterstützen. Der Map Maker ermöglicht es, selber Karten zu bearbeiten und Orte zu beschriften. Google stellt außerdem eine Anwendung zur Verfügung, mithilfe derer man Googles Kartenmaterial mit anderen Daten kombinieren kann, um daraus eine neue thematische Karte zu erstellen. Hierbei können auch VGI als Datengrundlage dienen. Die so entstandenen Karten werden als Mashup bezeichnet.
Auch Navigationssysteme wie TomTom erheben anonymisiert geographische Daten ihrer Nutzer, wenn diese ihre Zustimmung gegeben haben. Diese dienen zum einen dazu, die eigenen Karten zu aktualisieren und Verkehrsprognosen zu erstellen. Außerdem werden die Daten an Straßenbaubehörden weitergegeben, wo sie als Entscheidungsgrundlage fungieren.

### Staatliche Projekte
Das amerikanische Innenministerium betreibt die Seite „Did you feel it?“. Bürger werden dazu aufgerufen, Informationen über Erdbeben in ihrer Region beizusteuern. Durch das Mitwirken von direkt Betroffenen soll erreicht werden, dass genaue Informationen über das Ausmaß eines Bebens schnell bereitstehen. Die Daten werden sowohl wissenschaftlich aufbereitet und dienen ebenso dazu, rasch und effizient Hilfe zu organisieren. Ursprünglich nur in den USA zu nutzen, können heute Ereignisse aus der ganzen Welt eingereicht werden.
Das Projekt Geograph der britischen Ordnance Survey hat es sich zum Ziel gesetzt, für jeden Quadratkilometer Großbritanniens und Irlands repräsentative Fotos und Informationen zusammenzutragen. Im Februar 2014 umfasste die Datenbank nahezu 4 Millionen Bilder, die von Freiwilligen mit einer Beschreibung versehen und hochgeladen wurden.

## Der Nutzer – vom Konsumenten zum Produzenten
Die Rolle des Nutzers hat sich im Rahmen von VGI einer grundlegenden Wandlung unterzogen. In Zeiten der traditionellen Kartographie war er passiver Konsument von Daten und Karten, die meist von staatlicher Stelle veröffentlicht wurden. Er galt hauptsächlich als Abnehmer und Einkommensquelle. Durch beschriebenen technischen Entwicklungen eröffneten sich neue Möglichkeiten für den Nutzer. Er kann nun selber Karten erstellen und Informationen weitergeben. Diese neuartige Mischung aus Konsument und Produzent wird unter dem Begriff „Prosumer“ zusammengefasst.
Bei den Freiwilligen handelt es sich oftmals um Laien, die keine fachliche geographische Ausbildung durchlaufen haben. Dieser Mangel an Fachwissen wird durch die leicht handhabbaren technischen Neuerungen kompensiert. Auch ohne tiefere Kenntnisse über kartographische Prozesse können mit entsprechender Software schnell und unkompliziert Karten erstellt werden.
Die Beweggründe der Freiwilligen, sich an einem Projekt zu beteiligen, sind dabei sehr vielfältig. Sie umfassen Altruismus ebenso wie berufliches Interesse oder das Bedürfnis, einer Gemeinschaft anzugehören (in diesem Falle z. B. der OpenStreetMap Community). Besonders relevant für die Sammler von VGI dürfte der sogenannte „Pride of place“ sein, also der Stolz auf einen bestimmten Platz. Dabei können die geteilten Informationen über einen Ort z. B. dem Tourismus oder der wirtschaftlichen Entwicklung dienen, oder aber es geht in erster Linie darum, dass der eigene Ort einfach auf einer Karte präsent ist.

## Kritische Diskussion

### Qualität und Qualitätskontrolle
Eine zentrale Frage, die sich im Zusammenhang mit VGI stellt, ist diejenige nach der Qualität bzw. der Qualitätskontrolle von VGI. Die Freiwilligen, die VGI sammeln und teilen, können als zuverlässige Quellen für lokale Informationen gelten, aber sie nehmen Daten üblicherweise nicht nach wissenschaftlichen Standards auf. Die Güte der Informationen hängt somit wesentlich davon ab, wie gewissenhaft und genau der einzelne Freiwillige sie erfasst.
Ein entscheidendes Merkmal der Datenqualität ist die Quelle: Genaue Quellenangaben tragen in der Regel zur Glaubwürdigkeit von Informationen bei. Im Netz sind diese Angaben allerdings teilweise nicht einsehbar, überhaupt nicht vorhanden oder es sind so viele Nutzer an einem Projekt beteiligt, dass eine Überprüfung der einzelnen Quellen nicht möglich ist. Außerdem werden oftmals mehrere Quellen für ein Projekt genutzt, ohne dass diese kenntlich gemacht werden. Ähnlich verhält es sich mit Metadaten, die den Datensätzen nicht standardmäßig beigefügt werden. Es bleibt somit schwierig, die Qualität endgültig zu beurteilen und den Entstehungs- und Erhebungsprozess von Datensätzen nachzuvollziehen.
Eine Möglichkeit, schon im Vornherein ein gewisses Maß an Qualität sicherzustellen, ist die Freiwilligen für ihre Aufgaben auszubilden. Durch die so erworbenen Fähigkeiten kann die Arbeit präzise ausgeführt werden und gewinnt an Glaubwürdigkeit. Diese Methode wird bspw. bei der Vogelzählung der Audubon Society praktiziert. Dort erhalten Teilnehmer bestimmte Richtlinien für das genaue Vorgehen, damit die aufgenommenen Informationen vergleichbar sind.
Die folgenden Maßnahmen dienen dazu, bereits erhobene Daten auf ihre Güte hin zu testen. Bei schon verfügbaren Daten auf Plattformen ermöglicht es die „Weisheit der Masse“, Fehler zu finden und auszubessern (sog. Linus’s Law). Diese Art der Kontrolle lässt sich allerdings nur eingeschränkt auf geographische Informationen anwenden, da es insbesondere für abseitig gelegene Plätze nicht genügend Leute gibt, die etwaige Fehlinformationen korrigieren könnten. Effektiver ist eine gewisse Hierarchie in den Nutzergruppen, die je nach Rang verschiedene Rechte vergibt. So kann man Moderatorenen einsetzen, die Beiträge überprüfen und berichtigen. Bei OpenStreetMap erfolgt bspw. eine Unterscheidung nach normalen Nutzern und der Data Working Group. Letztere besitzt umfassende Zugriffsrechte und kann somit in Fällen von Vandalismus oder Urheberrechtsfragen eingreifen. Auch ein Abgleich mit bekannten Sachverhalten lässt eine Aussage über die Qualität neuer Daten zu. Stimmen letztere nicht mit vorliegenden Informationen überein, kann man von einem Fehler ausgehen. Dies ist z. B. der Fall, wenn auf einer Karte eine Schule auf dem Parkplatz eines Einkaufszentrums angezeigt wird. Aus dem Kontext wird deutlich, dass eine der beiden Informationen nicht stimmen kann und sie überprüft und ggf. geändert werden muss.

### VGI als „Demokratisierung“ der Kartographie?
Im Zusammenhang mit VGI wird oft davon gesprochen, dass sie zu einer Demokratisierung der Kartographie beitragen, das heißt, eine breite Masse kann an dem Prozess der Kartenerstellung teilhaben und geographische Informationen im Internet abrufen. Allerdings gibt es mehrere Kritikpunkte, die nahelegen, dass dieser Prozess zwar prinzipiell möglich ist und langsam vorangeht, aber noch nicht vollendet ist.
Die technischen Voraussetzungen sind weltweit nicht in gleichem Maße verfügbar. So fehlt es vor allem in den Entwicklungsländern an der notwendigen Ausstattung. Der Begriff „digitale Kluft“ macht die Unterschiede bei dem technologischen Fortschritt besonders deutlich. Aber auch innerhalb der Industrieländer sind Stadt und Land nicht gleich gut ans Breitbandnetz angebunden. Diese unterschiedlichen Ausgangsbedingungen haben zum einen Auswirkungen auf den Zugang zu Informationen. Zum anderen ist davon auszugehen, dass in benachteiligten Regionen weniger VGI gesammelt werden und im Netz zu finden sind.
Des Weiteren ist zu beobachten, dass nur eine Minderheit der Nutzer von UGC-Projekten wie OpenStreetMap regelmäßig und in größerem Umfang Daten erhebt und online teilt. Die ungefähre Verteilung der Nutzeraktivität kommt dabei in der 90-9-1 Regel von Jakob Nielsen zum Ausdruck: Demnach steuern 90 % der Nutzer keine eigenen Beiträge bei, sondern nutzen die Anwendungen als passive Konsumenten. 9 % tragen gelegentlich etwas bei und nur 1 % ist dauerhaft aktiv. Welche Inhalte online verfügbar bzw. auf Karten eingetragen sind, hängt somit auch von letzterer Gruppe ab. Zu dieser ungleichen Verteilung trägt oft die eingesetzte Software bei, z. B. indem die aktivsten Teilnehmer einen höheren Rang und damit verbunden auch umfangreichere Rechte erhalten als Gelegenheitsnutzer. Letztere werden kaum dazu motiviert, verstärkt eigene Beiträge beizusteuern.
Welche VGI aufgenommen werden, hängt zudem wesentlich von den einzelnen Freiwilligen ab. Diese sind zum überwiegenden Teil männlich, gebildet und verfügen über ein gehobenes Einkommen, was ihnen die Anschaffung der notwendigen Ausrüstung ermöglicht. Als Folge werden in privilegierten Gegenden mehr Daten aufgenommen, wohingegen Randgruppen und allgemein benachteiligte Gebiete in den Daten unterrepräsentiert sind.

## Abgrenzung zu weiteren Begriffen
Im Zusammenhang mit VGI fallen weitere zwei Begriffe, die mit der Definition von VGI nur zum Teil übereinstimmen.
So wird bspw. auch vom „Crowdsourcen von Geodaten“ gesprochen. Hier wird bewusst auf das Wort „Geographie“ im Fachwort verzichtet. Damit soll verdeutlicht werden, dass VGI sich auf das reine Aufnehmen von Daten begrenzt. Wesentliche Teile der wissenschaftlichen Arbeit – z. B. das Erstellen von Modellen oder die Interpretation der Datensätze – bleiben ausgebildeten Wissenschaftlern vorbehalten.
Weiterhin ist zu dem Begriff „Neogeographie“ eine Unterscheidung vorzunehmen. Andrew Turner beschreibt VGI ebenfalls als Sammeln von Informationen. Neogeographie hingegen schließt auch andere Tätigkeiten ein, darunter die Visualisierung und das Teilen von ortsbezogenen Daten. Der Fokus wird hier stärker auf die einzelne Person gelegt und wie sie im Alltag mit geographischen Informationen umgeht.
Im Deutschen existiert noch keine gebräuchliche Entsprechung. Vorgeschlagen wurden bereits die Begriffe Freiwilligengeographie und nutzergenerierte Geomassendaten. In Anlehnung an VGI als Unterkategorie von UGC würde die Analogie zur deutschen Übersetzung von UGC in nutzergenerierte (Medien)inhalte zum Begriff nutzergenerierte geographische Informationen führen.